# ヒンジ (郵趣)

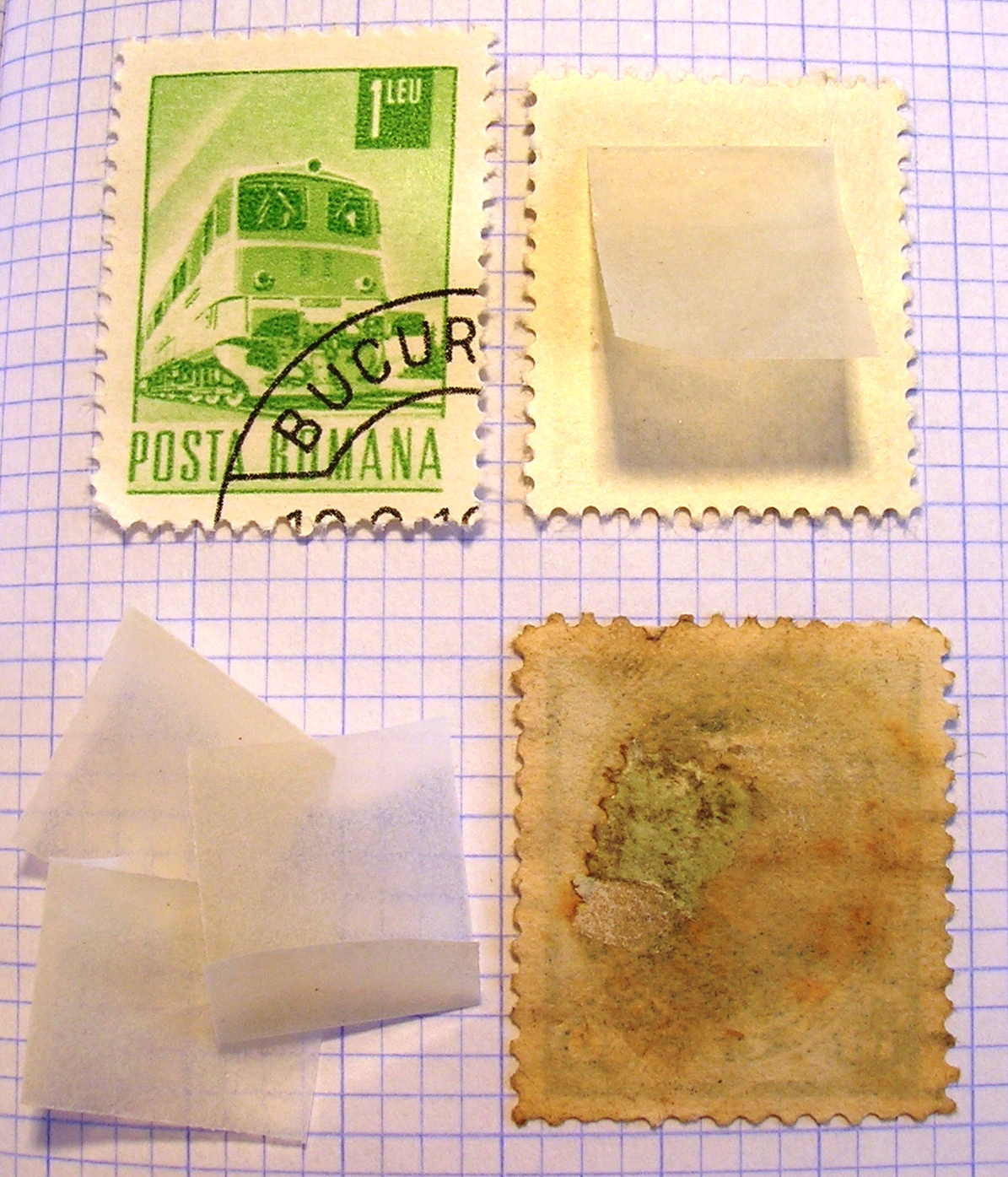
ヒンジの使用例

ヒンジ ((stamp) hinge) は、切手をアルバム・リーフに貼るときに用いられる糊がついた小さな紙片で、蝶番（ちょうつがい）の働きをする。

## 概要
材質はハトロン紙様の半透明の紙である。
アメリカの用紙メーカーデニソン社製の物が、最も優秀であるとされていたが、1980年代に製造が中止された。なお、同社の製造設備を買い取ったアメリカの業者が復刻を試みているが、その成果ははかばかしくない。
ヒンジの条件としては、剥がす時に切手を傷めないことが最大の条件である。第二次世界大戦後、切手を保護するマウント(透明のプラスチックと黒ないし灰色、透明の裏糊を引いたプラスチックを貼り合わせたもの)の開発で、特に未使用切手をヒンジでアルバムに貼るコレクターが減少し、近年ヒンジは衰退の一途を辿っている。
切手の価値については、未使用の場合、ヒンジ跡の有無が要素の一つとなるが、切手の発行時期によっては、ヒンジ以外の方法が無かったためにヒンジ跡が重要視されない場合もある。また切手展の審査においても、大抵の場合ヒンジ跡があるだけではペナルティの対象とはならない。

## ヒンジの使用
ヘの字型になったヒンジは、短い部分を切手に、長い部分をアルバム・リーフに貼り付けることが可能である。唾液などで少し湿らせることにより使用する。
糊はアルバム・リーフに保存するには十分であるが、又同時にそこから剥がすことが出来るようになっており、多少のヒンジ跡が残るがヘゲるようなことなく剥がすことが可能。
小型シートなどは複数のヒンジを使用することによってアルバム･リーフに貼り付ける。